# Eclipse lunar de 5 de julho de 2001
| Eclipse Lunar Parcial 5 de julho de 2001 | Eclipse Lunar Parcial 5 de julho de 2001 |
| --- | ---------------------------------------- |
| A Lua cruzando a extremidade sul da sombra terrestre, de oeste para leste (da direita para a esquerda), com a metade norte do disco lunar escurecida. |                                          |
| Gamma | -0,7287                                  |
| Saros (e membro) | 139 (21 de 81)                           |
| Sequência de eclipses lunares |                                          |
| Anterior | 9 de janeiro de 2001                     |
| Próximo | 30 de dezembro de 2001                   |
| Duração (hr:mn:sc) |                                          |
| Parcial | 2:39:16                                  |
| Penumbral | 5:25:05                                  |
| Fases e Horários do Eclipse (UTC) |                                          |
| P1 | 12:12:46                                 |
| U1 | 13:35:38                                 |
| Máximo | 14:55:19                                 |
| U4 | 16:14:54                                 |
| P4 | 17:37:52                                 |
| A Lua cruzou parte da sombra da Terra em nodo descendente de sua órbita, na constelação de Sagitário.                                                 |                                          |

O eclipse lunar de 5 de julho de 2001 foi um eclipse parcial, o segundo de três eclipses lunares do ano, e único como eclipse parcial. Teve magnitude umbral de 0,4947. Foi visível em praticamente todo o Pacífico, Austrália, Antártida, quase toda a Ásia e no leste da África.
Durante o momento máximo do eclipse, a Lua cruzou a fronteira sul do cone de sombra da Terra, em nodo descendente, dentro da constelação de Sagitário, com duração de 159 minutos. 
Obteve cerca da metade do seu disco obscurecido pela umbra, na metade norte, enquanto a outra parte se encontrava mergulhada na zona de penumbra.

## Série Saros
Eclipse pertencente ao ciclo lunar Saros de série 139, sendo este de número 21, totalizando 81 eclipses da série. O último eclipse do ciclo foi o eclipse parcial de 25 de junho de 1983, e o próximo será com o eclipse parcial de 16 de julho de 2019.

## Visibilidade

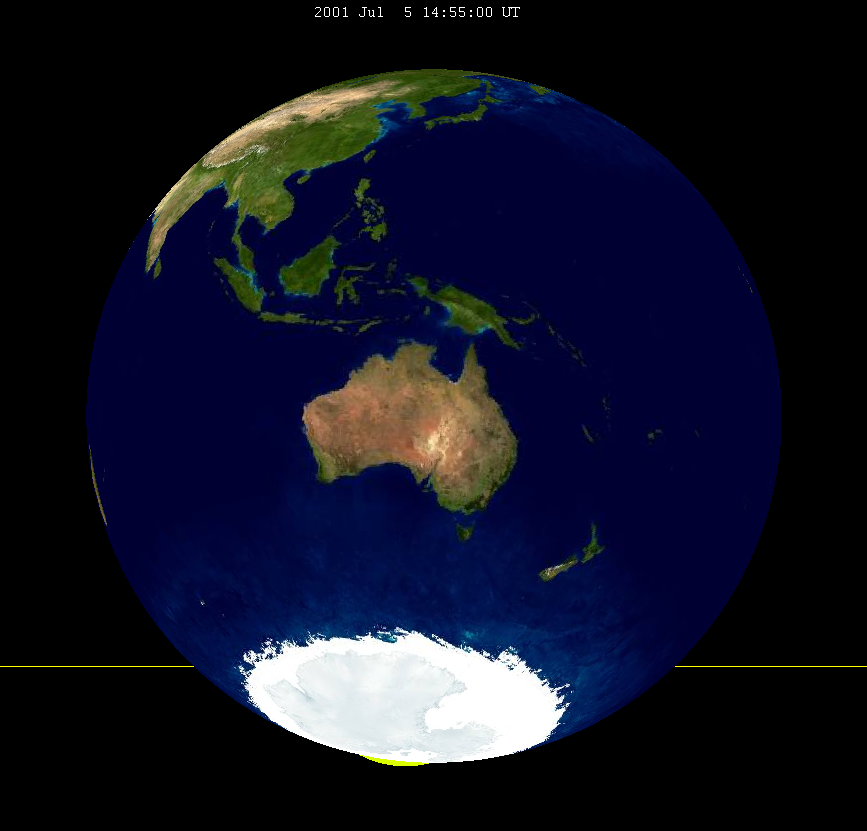
Região do planeta onde foi visível o máximo do eclipse - 14:55 UTC. A região central da Austrália obteve a melhor observação do meio do eclipse, de onde foi visível a meia-noite.